# 24º Jamboree mondiale dello scautismo
Il 24º Jamboree mondiale dello scautismo (24th World Scout Jamboree) si è tenuto presso la riserva nazionale Scout Family a Bechtel Summit in Virginia occidentale dal 22 luglio al 2 agosto 2019. L'organizzazione era a cura dei Boy Scouts of America, Scouts Canada e Asociación de Scouts de México. Il tema è stato Sblocca un nuovo mondo.

## Assegnazione e altre candidature
L'assegnazione del Jamboree agli Stati Uniti si è tenuta durante la 39ª Conferenza dello scautismo mondiale in Brasile nel 2011.

## Programma

### Sostenibilità
La Treehouse Sustainability è un centro di educazione vivente per i visitatori della riserva di Bechtel Summit, non solo fornendo informazioni, ma anche immergendo i visitatori nel concetto di sostenibilità. Tra il legname locale utilizzato per costruire la struttura, il sistema di recupero dell'acqua piovana, l'energia eolica e solare, il ripristino del flusso, il riciclaggio e il calore geotermico sono solo alcuni esempi degli ulteriori sforzi di sostenibilità praticati al Summit.

### Villaggio di sviluppo globale
Presso il Global Development Village, gli Scout avranno l'opportunità di conoscere le problematiche globali e di come lo scautismo possa contribuire a fornire una soluzione. Saranno presenti molte organizzazioni da tutto il mondo per mostrare come gli Scout possono prendere ciò che hanno imparato durante il Jamboree e metterlo in pratica nel loro paese d'origine. 

### Fede e credenze
La zona Faith and Beliefs è un'area in cui gli Scout possono conoscere le diverse religioni del mondo, la loro storia e il loro supporto allo scautismo. I partecipanti al Jamboree avranno anche l'opportunità di partecipare a cerimonie religiose secondo le proprie usanze e tradizioni.

### Esperienza Culturale
Gli scout avranno l'opportunità di condividere la loro cultura con altri scout di tutto il mondo attraverso, musica, danza, giochi, cibo e altro ancora. 

### Attività
Durante il Jamboree, gli Scout avranno l'opportunità di assistere e partecipare a molte attività speciali, iniziando ogni mattina con una cerimonia di alzabandiera, ospiti speciali del jamboree, spettacoli musicali e fuochi da campo. 

### Servizio
Il campo di servizio, supportata dall'Organizzazione mondiale del movimento scout (OMMS/WOSM), ha offerto a tutti gli scout l'opportunità di essere coinvolti nel servizio alla comunità e di condividere le proprie esperienze con altri, a partire dal 1º giugno 2019 e continuando fino al 21 luglio 2019, data di inizio dell 24° World Scout Jamboree.